# Konstandinos Paspatis
Konstandinos Paspatis (gr Κωνσταντίνος Πασπατις; ur. 5 czerwca 1878 w West Derby, zm. 1 lipca 1903 w Atenach) – grecki tenisista, uczestnik letnich Igrzyskach Olimpijskich w 1896 w Atenach.
Zdobył brązowy medal w turnieju singlowym. W pierwszej rundzie pokonał George’a Stuarta Robertsona (Wielka Brytania), a w drugiej Aristidisa Akratopulosa (Grecja). W półfinale trafił na późniejszego złotego medalistę, Brytyjczyka Johna Piusa Bolanda i przegrał. Jako że nie było meczu o trzecie miejsce, podzielił brązowy medal z Momcsilló Tapaviczą (Węgry).
W turnieju deblowym, z partnerem Ewangelosem Ralisem (Grecja), przegrali w pierwszej rundzie z parą Dimitrios Kasdaglis i Dimitrios Petrokokinos, co dało im czwarte miejsce w turnieju na pięć startujących par.